# Camp de Skarsysko-Kamennia
 (mai 2023).

Pendant la seconde guerre mondiale, le grand complexe industriel de Skarżysko-Kamienna en Pologne, devint un camp de travail forcé sous domination nazie. À partir de l'été 1942, des internés juifs y travaillèrent pour le compte de l'entreprise HASAG, à fabriquer des munitions destinées à l'armée allemande. Pour ce faire, ils étaient contraints de manipuler, sans aucune protection, des matières extrêmement nocives qui les empoisonnaient rapidement. Le camp de Skarsysko-Kamennia fut surnommé l'enfer jaune. La moitié des 25 000 détenus survécurent.